# 寇公祠
寇公祠，位于中国广东省湛江市雷州市雷城镇中西街，为湛江市雷州市的一个市级文物保护单位，类型为古建筑，公布时间为1983年6月21日。
寇公祠的历史年代为清代。